# Werner Burkhardt
Werner Burkhardt (* 9. Juli 1928 in Hamburg; † 20. August 2008 ebenda) war ein deutscher Jazz-Journalist und Musik- und Theaterkritiker. Er schrieb Jazzkritiken für die Süddeutsche Zeitung und für namhafte Feuilletonredaktionen (Die Zeit, Die Welt, du).

## Leben
Werner Burkhardt machte mit seinem Freund Joachim Kaiser 1948 am Wilhelm-Gymnasium in Hamburg Abitur. In seinem letzten Schuljahr besuchte er gemeinsam mit Kaiser 400 Theater- und Konzertaufführungen. Anschließend studierte er Literaturwissenschaft und Anglistik in Hamburg und begann 1952 für die Tageszeitung Welt über Jazz, später auch über Pop zu schreiben. Außerdem lieferte er schon sehr früh Beiträge für den Vorgänger-Sender des NDR, den NWDR. 1970 ging er zur Süddeutschen Zeitung, schrieb außer Jazzbeiträgen auch über Oper und Theater aus Hamburg. Als freier Mitarbeiter der Wochenzeitung Die Zeit schrieb er ebenfalls Jazzkritiken.
Burkhardt übersetzte mehrere Bücher aus dem Englischen, darunter die Billie-Holiday-Autobiografie Schwarze Lady [Sings the Blues], Jazz erzählt von Nat Hentoff und Nat Shapiro, sowie die beiden Jack-Kerouac-Romane Unterwegs (On the Road) und Gammler, Zen und hohe Berge (Dharma Bums). Seit 1952 arbeitete er auch für den Rundfunk und stellte mehrere Fernseh-Features her, so ein Porträt über Louis Armstrong, Mahalia Jackson und die Jazzstadt New York. In den 1970er- und 1980er-Jahren hatte er 18 Jahre lang auf NDR 2 die Sendung Werner Burkhardts Pop Kommentar. 2002 erschien eine Sammlung seiner Jazz- und Rock-Kritiken im Oreos Verlag.
Burkhardt war auch Berater für Jazz beim Label Teldec. Einen rund 6 000 Schallplatten umfassenden Teil seiner Tonträgersammlung überließ Burkhardt Ende der 1990er-Jahre dem Musikwissenschaftlichen Institut der Universität Hamburg. Dort können sie im Schallarchiv der Bibliothek angehört werden.
Werner Burkhardt verstarb im August 2008 im Alter von 80 Jahren.

## Auszeichnungen
- 1998 erhielt Burkhardt von der Stadt Hamburg die „Senator Biermann-Ratjen-Medaille“ für sein Lebenswerk.

## Werner Burkhardt Musikpreis
Werner Burkhardt vermachte der Hamburgischen Kulturstiftung seinen Nachlass, welche seit 2012 den „Werner Burkhardt Musikpreis“ auslobt. Dieser ist mit 7.500 € dotiert (anfangs 5.000 €) und wird alle zwei Jahre an einen jungen Jazzmusiker aus Hamburg verliehen.
Bisherige Preisträger:
- 2012: Sven Kerschek
- 2014: Matthäus Winnitzki
- 2016 und 2018: nicht vergeben
- 2020: Giorgi Kiknadze
- 2022: Lisa Stick
- 2024: Clémence Manachère

## Werke
- Klänge, Zeiten, Musikanten. Ein halbes Jahrhundert Jazz, Blues und Rock, Waakirchen, Oreos Verlag, 2002,  ISBN 3-923657-70-6[3]
- Der Papst ist tot. Der Jazz-Forscher und -Kritiker Joachim-Ernst Berendt ist gestorben,  Süddeutsche Zeitung, München, Jg. 56, Nr. 29 vom 5./6. Februar 2000, S. 18
- Sinfonie in Herrenhäusern und Scheunen. Das Schleswig-Holstein-Musik-Festival, Rasch und Röhring, Hamburg 1988
- Chicago. In: Joachim Ernst Berendt (Hg.) „Die Story des Jazz. Vom New Orleans zum Rock Jazz“. Reinbek 1978 (1991), S. 63–8, ISBN 978-3-499-17121-5, letzte Auflage: 2000
- Jazz-Bücherei – Lester Young. Ein Porträt, zus. mit Joachim Gerth, Pegasus Verlag, Wetzlar 1959

Übersetzungen
- John Clellon Holmes: Der Saxophonist, Rowohlt, Reinbek 1963, (übersetzt mit Horst Dölvers) Roman
- Jack Kerouac: Unterwegs, Rowohlt, Reinbek 1959
- Nat Shapiro, Nat Hentoff: Jazz erzählt. (OT: Hear me talkin’ to ya), Vorwort von Joachim-Ernst Berendt, Nymphenburger Verlagsbuchhandlung, München 1959
- Billie Holiday und William Dufty: Schwarze Lady, Hoffmann und Campe, Hamburg 1957